# Thunder Lake Patrol Cabin
 (novembre 2023).
Si vous disposez d'ouvrages ou d'articles de référence ou si vous connaissez des sites web de qualité traitant du thème abordé ici, merci de compléter l'article en donnant les références utiles à sa vérifiabilité et en les liant à la section « Notes et références ».
La Thunder Lake Patrol Cabin est une cabane américaine dans le comté de Boulder, dans le Colorado. Protégée au sein du parc national de Rocky Mountain, cette cabane en rondins est située sur les bords du lac Thunder. Construite en 1930 dans le style rustique du National Park Service, elle est inscrite au Registre national des lieux historiques depuis le 29 janvier 1988.